# 碧玄岩
碧玄岩 （英語：Basanite）是一種火山噴出岩，具有隱晶質到斑狀紋理。 它主要由長石、輝石、橄欖石和斜長石組成，由含二氧化矽低且含鹼金屬氧化物高的岩漿，噴出地球表面迅速凝固形成。

### 敘述

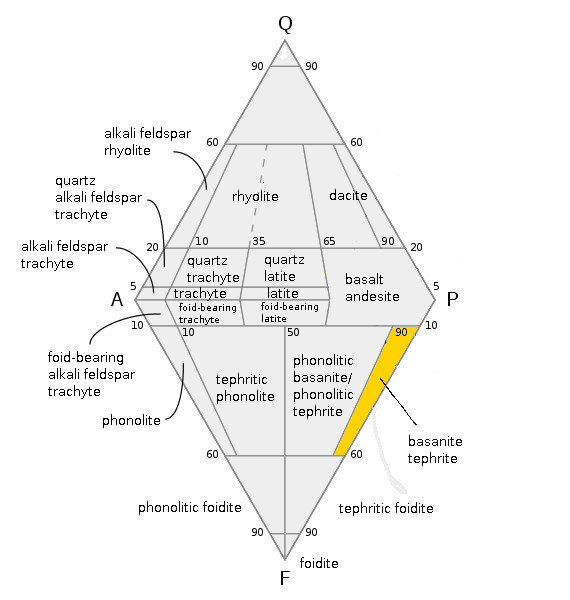
QAPF分類 圖，黃色顯示碧玄岩/碱玄岩區

碧玄岩是一種細晶質火成岩，二氧化矽含量低，但富含鹼金屬。 根據QAPF分類圖表，碧玄岩含似长石10% 至 60%，超過 90% 的長石是斜長石。 缺失石英。 這將碧玄岩置於 QAPF分類圖表的玄武岩/碱玄岩石區域中。碧玄岩 與碱玄岩 之區別在於其標準橄欖石含量大於 10%。 雖然 IUGS 建議盡可能按礦物含量進行分類岩石，但火山岩常能玻璃狀或其顆粒非常細，礦物含量難區別。根據TAS 的化學分類。 碧玄岩在TAS 圖的 U1（碧玄岩 與碱玄岩）區域。 同樣碧玄岩與碱玄岩之區別在其標準橄欖石的含量。碧玄岩與霞石岩（Nephelinite）之區別，則是根據碧玄岩有超過 5% 的標準鈉長石和低於 20% 的標準霞石含量，.
碧玄岩中的礦物組合通常含豐富的長石包括霞石（nepheline)或白榴石(Leucite）、斜长石和輝石，以及橄欖石和少量鐵鈦氧化物，如鈦鐵礦，鈦磁鐵礦及鈦尖晶石（ulvospenel）； 偶有少量鹼長石。其斑晶多爲單斜輝石（輝石）和橄欖石。 輝石中的鈦、鋁和鈉含量明顯高於典型的拉斑玄武岩。 缺失石英，斜方輝石和鴿子石（pigenite）。
在化學上，碧玄岩是鎂鐵質的。比玄武岩含有更低的SiO2（42% 至 45% SiO2），高的鹼含量（3% 至 5.5% （Na2O 和K2O），在TAS 分類的圖表中，這種分佈很明顯。 與霞石相比，碧玄岩含較低的（Na2O +K2O ）/SiO2的比率。

### 產狀
碧玄岩是鹼性岩漿系列中早期結晶出來的岩石，在鹼性岩漿噴發的地方都有 。 它的分佈包括大陸，海洋島嶼，熱點和裂谷等地區。
大約在12,900 年前的 Laacher See 火山噴發期間，其最後階段噴發出最深的岩漿，產生了碧玄岩和響石的火山礫 。 這種現象被解釋是因爲為新岩漿註入，而引發火山噴發。
碧玄岩和其他鹼性岩漿的噴發是火山島晚期的鹼性階段（再生階段）  的特徵，通常在盾狀火山主要構建造階段之後 3 至 5 百萬年出現。